# Elek
Elek (rum. Aletea, niem. Renndorf) – miasto na Węgrzech, w komitacie Békés. W styczniu 2011 r. populacja miasta wynosiła 4899 osób. Do 1946 r. była w nim wielka społeczność niemieckojęzyczna.

## Historia
Węgierscy historycy zakładają, że nazwa „Elek” wywodzi się od węgierskiego dowódcy o imieniu Velek, który żył w czasach podboju Basenu Karpackiego przez Węgrów. Pierwsza wzmianka o tej miejscowości pochodzi z 1232 r., kiedy to użyto nazwy „Elec”.
Dzięki bitwie pod Mohaczem z 1526 r. Imperium Osmańskie zapewniło sobie władzę i przewagę na całym obszarze Panonii. W tureckim rejestrze z 1558 r. Elek został opisany jako węgierska wieś z 22 gospodarstwami. W 1561 r. Elek składał się z 25 gospodarstw i płacił podatki do twierdzy Gyula.
Wraz z upadkiem twierdzy Gyula w 1566 r. najprawdopodobniej doszło do zniszczenia miejscowości Elek, jednak już z pewnością całkowicie ją zniszczono najpóźniej w czasie III wojny austriacko-tureckiej. Całe okolice zostały zdewastowane i wyludnione. Po wyzwoleniu spod rządów tureckich w 1696 r. w całym powiecie pozostało zaledwie 50 gospodarstw.
I tak od 1724 r. do miejscowości sprowadzono niemieckich rolników z Frankonii. W 1739 r. w Elek wybuchła epidemia dżumy, która zabiła 148 osób. Dzięki wywierceniu studni artezyjskiej o głębokości 270 m w 1894 r. zapewniono dostęp do czystej wody pitnej i opanowano cholerę.
W 1881 r. miejscowość zamieszkiwało 5,607 ludzi, spośród których było 3,136 Niemców, 1,305 Rumunów, 829 Węgrów, 66 Słowaków i 271 pozostałych.
Po I wojnie światowej miasto przez krótki czas było administrowane przez Rumunię, jednak stało się częścią niepodległych Węgier. W 1946 r. z miasta wysiedlono niemieckich mieszkańców, którzy stanowili około połowy populacji.

## Rozwój populacji
| Rok  | Populacja |
| ---- | --------- |
| 1802 | 1200      |
| 1835 | 2500      |
| 1890 | 5700      |
| 1930 | 8400      |
| 1940 | 9300      |
| 2000 | 5500      |
| 2009 | 5048      |
| 2011 | 4899      |
|      |           |

## Miasta partnerskie
- Alerheim
- Gerolzhofen
- Grăniceri
- Laudenbach
- Leimen
- Sebiș
- Veľké Kapušany